# 야스타케역
야스타케역(일본어: 安武駅)은 일본 후쿠오카현 구루메시에 위치한 서일본 철도 덴진오무타 선의 역이다. 역 번호는 T31이다.

## 역사
- 1912년 11월 30일: 오카와 철도 역으로 영업 개시.
- 1937년 6월 22일: 오카와 철도가 규슈 철도에 흡수 합병되면서 본 회사의 역이 됨.
- 1937년 10월 1일: 쓰부쿠 ~ 당역 ~ 다이젠지 역 구간이 1435mm로 궤간 변경으로 전화되어 오무타 선에 편입됨.
- 1942년 9월 19일: 규슈 철도 등이 규슈 전기궤도에 합병되면서 본 회사의 역이 됨.
- 1966년: 역사 개축.
- 2008년 5월 18일: IC카드 nimoca 사용 개시.
- 2017년 2월 1일: 역 번호 도입.

## 역 구조
섬식 승강장 1면 2선의 지상역으로 업무위탁역이다.
선로 배치가 일선 스루 방식으로, 특급 등의 속달 열차는 모두 상행 승강장(1번 선)을 통과한다.
승강장이 상하로 6량분 정도 밖에 없어, 낮의 보통 열차에는 큰 영향이 없지만, 러쉬아워 시에 7량의 전철이 도착할 때에는 후쿠오카 쪽 선두 차 1량만이 문을 개폐하다.

### 승강장
| 1 | ■ 덴진오무타 선 | 하행 | 다이젠지・야나가와・오무타 방면         |
| 2 | ■ 덴진오무타 선 | 상행 | 구루메・후쓰카이치・후쿠오카(덴진) 방면 |

## 이용 현황
| 연도 | 1일 평균 승차 인원 | 1일 평균 승하차 인원 |
| ---- | ------------------ | -------------------- |
| 2007 | 616                | 1,208                |
| 2008 | 590                | 1,169                |
| 2009 | 567                | 1,199                |
| 2010 | 548                | 1,075                |
| 2011 | 536                | 1,058                |
| 2012 |                    | 1,020                |
| 2013 |                    | 1,019                |
| 2014 |                    | 1,010                |
| 2015 |                    | 995                  |

## 역 주변
- 일본 요소 공업 구루메 공장
- 구루메 소방서 니시 출장소
- 북부 큐슈 토지개량조사 관리 사무소
- 계량 검정소 지소

## 인접역
| 서일본 철도 ■ 덴진오무타 선             | 서일본 철도 ■ 덴진오무타 선 | 서일본 철도 ■ 덴진오무타 선 |
| --------------------------------------- | --------------------------- | --------------------------- |
| T30 쓰부쿠 니시테쓰 후쿠오카(덴진) 방면 | ■ 보통                      | 다이젠지 T32 오무타 방면    |